# Quadritom

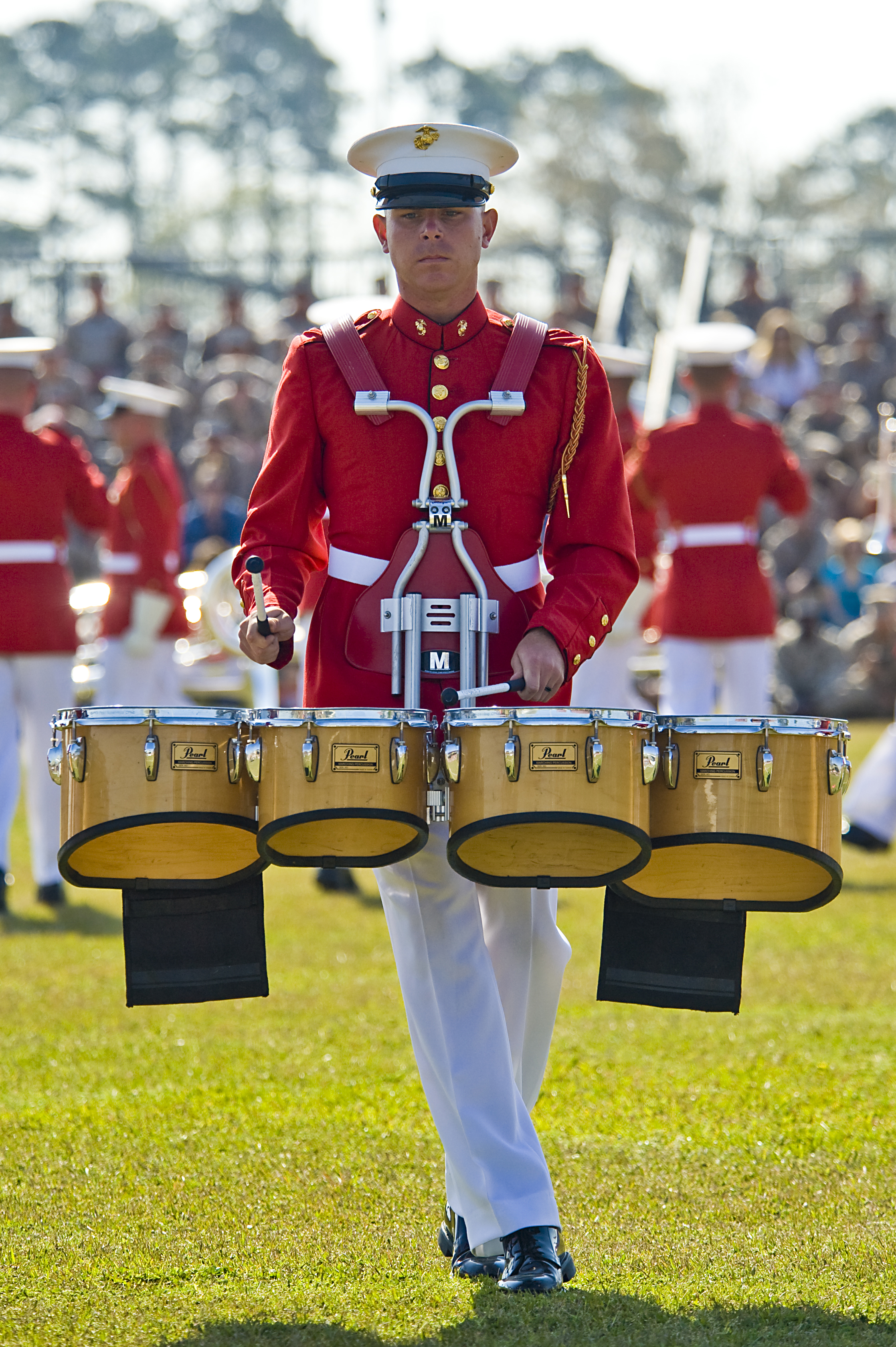

Quadritom é um instrumento de percussão formado por quatro tambores, usado em fanfarras e bandas marciais.